# Léonard Dusillet
Œuvres principales
- Le Poète (1807)
- Elmire ou la Destruction de l'Inquisition (1811)
- Mnémonique, dédiée aux gobe-mouches par un mystifié (n.d.)
- Odes et poésies divers (1828)
- Yseult de Dole (1828)
- Le Château de Frédéric Barberousse à Dole (1843)

Compléments
- Académicien (Besançon, Mâcon, Niort, Amiens, Jura)
- Rédacteur du journal dolois Les Petites Affiches, de 1814 à 1829
- Maire de Dole de 1816 à 1834.

Claude Joseph Antoine François Léonard Dusillet, dit Léonard Dusillet, né le 14 octobre 1769, à Dole, et mort le 12 mars 1857, à Besançon, est un littérateur, un journaliste et un homme politique français.

## État civil
Claude Joseph Antoine François Léonard Dusillet, dit Léonard, est né et baptisé le 14 octobre 1769, à Dole, capitale déchue de l'ancien comté de Bourgogne, alors à la Généralité de Besançon, d'Augustin Charles Dusillet, écuyer, avocat au parlement de Dole, et de Jeanne Ursule Charlotte Chappuis. 
Il épouse Barbe de Lampinet, en 1791, à Dole. 
Il meurt le 12 mars 1857, à Besançon, préfecture du Doubs.

## Le littérateur
Léonard Dusillet, notamment encouragé par Charles Nodier et Charles Weiss, avec qui il s'est lié d'amitié, publie des œuvres, presque essentiellement poétiques, plus ou moins axées sur la politique française ou le passé glorieux de Dole :
- Prophétie contre Albion, cantate pour le sacre de l'Empereur, et autres poésies sacrées (1805);
- Le Poète (1807), récompensé d'une amaranthe d'or, par l'Académie des Jeux floraux de Toulouse, en 1808[5];
- Prise de Rome par les Gaulois (1810), couronnée par l'Athénée de Niort[6];
- Elmire ou la Destruction de l'Inquisition (1811);
- Yseult de Dole (1828), d'après la chronique dite du Pseudo-Turpin ;
- Odes et poésies diverses (1828)[6];
- Le Château de Frédéric Barberousse à Dole ou le Maléfice (1843), inspiré d'une chronique de Hües de Braye-Selves (XIIe siècle)[7].

Et à des dates inconnues :
- Inès de Castro, en latin, inspirée de l'épopée Les Lusiades (1572), de Luís de Camões;
- Jeremiae Prophetiae Lamentationes, en latin, inspirées du Livre des Lamentations;
- Mnémonique, dédiée aux gobe-mouches par un mystifié, satire contre Grégory de Fenaigle (1765-1819)[7], mnémoniste suisse.

Il s'essaie aussi à quelques travaux d'historien avec, notamment, un ouvrage sur une famille noble jurassienne, Maison de Longwy : anecdote inconnue aux historiens (1838), et une notice sur le sanctuaire Notre-Dame de Mont-Roland de Jouhe, intitulée Mont-Roland.

## L'académicien
Le littérateur Dusillet se fait connaître dans les milieux érudits en tenant salon à Dole, mais davantage encore en intégrant plusieurs sociétés savantes, dont les académies de Besançon et de Mâcon, de la Société de statistiques, sciences, lettres et arts du département des Deux-Sèvres, dite l'Athénée de Niort, ainsi que les sociétés d'émulation d'Amiens et du Jura.

## Le politique
Parallèlement à ses activités littéraires, Léonard Dusillet s'engage en politique.
 
Il entre au conseil municipal de Jura en 1811 et est nommé maire de cette ville en 1816. Il occupe cette fonction jusqu'en 1834.

Menant une politique éminemment culturelle, il appuie la construction du musée de Dole, de 1821 à 1823, le rétablissement de l'école de dessin, en 1822, et l'agrandissement de la bibliothèque municipale.

## Le journaliste
Collaborateur du Journal des Débats et de La Quotidienne, et rédacteur de Les Petites Affiches, de 1814 à 1829, il utilise la presse doloise pour publier ses poèmes mais aussi des pamphlets, notamment politiques, dont le plus fameux reste sans doute Gueulardet et Vaut-Pire, paru dans Les Petites Affiches', le 18 juin 1820, dans lequel il raille les deux forces du moment, les jacobins et les légitimistes.

## Distinction et hommages
Le 12 décembre 1827, Léonard Dusillet est élevé à la dignité de Chevalier de la Légion d'honneur, pour ses états de services.
 
Lors des délibérations du 13 août et du 26 septembre 1831, le conseil municipal de Dole lui vote les remerciements unanimes et baptisent de son nom, la rue où il réside.

## Blason
Blasonnement: "De gueules à un chevron d'or accompagné en pointe d'un croissant d'argent soutenant une branche de trois feuilles de laurier de même"